# Beeld (optica)
Een beeld in de optica ontstaat op de plaats waar de lichtstralen samenvallen die van een voorwerp afkomstig zijn en door een lens of een spiegel gebundeld zijn. Bij een voorwerp op voldoend grote afstand zal het beeld in het brandpunt van de lens gevormd worden, bij voorwerpen op kleinere afstanden zal het beeld verder van de lens af liggen. Idealiter worden alle punten in een voorwerpsvlak onvervormd weergegeven in een daarmee evenwijdig beeldvlak aan de andere kant van het optische afbeeldingssysteem; in de praktijk zullen er altijd allerlei soorten afbeeldingsfouten zijn. De uitdaging voor de ontwerper van een optisch systeem is die fouten zo klein mogelijk te maken.
In de meeste gevallen zal het beeld in een beeldvlak vallen dat min of meer cirkelvormig is. Afhankelijk van de toepassing kan er met het beeld het volgende gebeuren:
- Een luchtbeeld kan bekeken worden met een tweede lens, een oculair. Dit wordt toegepast bij microscopen, verrekijkers en telescopen.
- Het beeld kan op een vlak geprojecteerd worden, zoals bij een projector, beamer. Ook het matglas van spiegelreflexcamera's is een voorbeeld hiervan.
- Het beeld kan op een sensor vallen:
  - In het oog valt het beeld van de ooglens op het netvlies
  - In de "chemische" fotografie valt het beeld op een film, waarna het door chemische bewerkingen permanent gemaakt kan worden.
  - In de "elektronische" fotografie kan het beeld door een beeldsensor omgezet worden, waarna het elektronisch bewerkt en opgeslagen kan worden als videobeeld of digitale foto.

## Afbeelding op een beeldscherm
Inzoomen van een afbeelding op een beeldscherm kan afhankelijk van het computerprogramma en de beschikbare data onder meer de volgende resultaten hebben:
- Elk pixel wordt een blokje pixels van dezelfde kleur, de afbeelding wordt niet gedetailleerder. Individuele afbeeldingspixels kunnen hierdoor beter bekeken worden, net als bij het gebruik van een vergrootglas.[1][2]
- Idem, maar met interpolatie (de extra schermpixels worden gebruikt om de overgang van kleur tussen aangrenzende afbeeldingspixels geleidelijk te laten verlopen). Lijnen en krommen worden daardoor niet zo zeer blokkerig, maar wazig.
- De afbeelding wordt gedetailleerder. Dit is van toepassing bij een vectorafbeelding, maar ook bij het ongedaan maken van uitzoomen van een rasterafbeelding (niet alleen bij zelf uitzoomen, maar ook als deze in eerste instantie uitgezoomd wordt getoond)[1]. Ook kan er bij tekst een overgang zijn naar een groter opgeslagen font.[2]
- De extra pixels worden gebruikt om extra informatie toe te voegen, bijvoorbeeld op een kaart meer plaatsnamen, toevoeging van stations aan spoorlijnen, toevoeging van stationsnamen aan stations, enz.[3]
- De afbeelding wordt vervangen door een hele nieuwe met meer informatie.

Lijnen en krommen kunnen al of niet dikker worden.